# Carl Querfeld

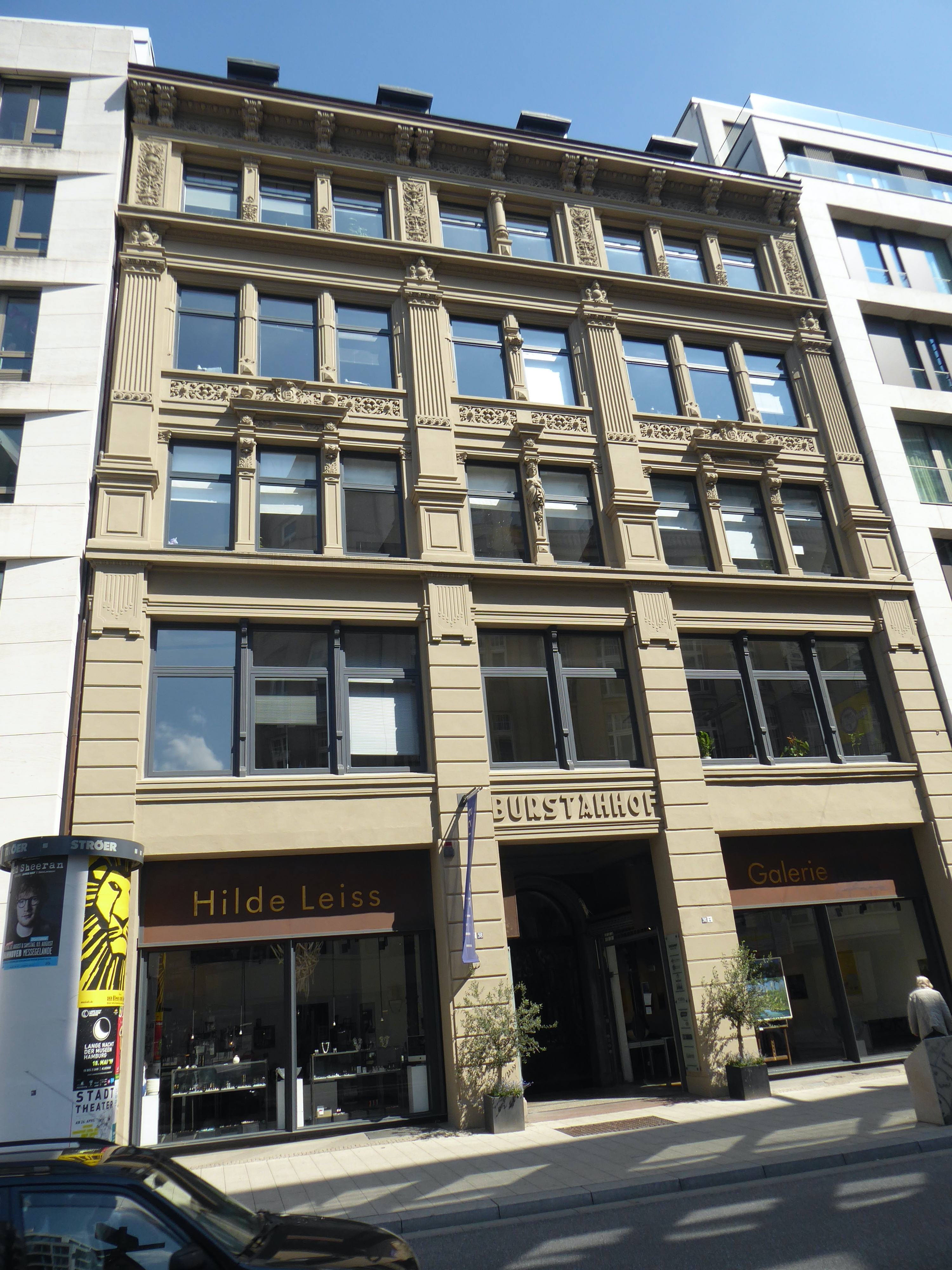
Burstahhof, Hamburg, Großer Burstah 36–38

Carl Querfeld (* 20. Dezember 1849 in Wiesbaden; † 10. März 1893 in Hamburg; vollständiger Name: Carl Friedrich Heinrich Ludwig Philipp Querfeld) war ein deutscher Architekt, der insbesondere durch seine in Zusammenarbeit mit Ricardo Bahre geplanten und ausgeführten Kontorhäuser bekannt wurde.

## Leben
Querfelds Vater war Philipp Gustav Querfeld, Maurermeister und Bauunternehmer. Nach dem Besuch der Baugewerkschule Holzminden studierte er ab 1867 als Hospitant an der Polytechnischen Schule Hannover bei Conrad Wilhelm Hase. Nach der Teilnahme am Deutsch-Französischen Krieg 1870–1871 wirkte er als Architekt in Hamburg, assoziiert mit dem Architekten Ricardo Bahre im Architekturbüro Bahre und Querfeld.

## Bauten in Zusammenarbeit mit Ricardo Bahre (Auswahl)
- 1887–1888: Kontorhaus Burstahhof in Hamburg-Altstadt, Großer Burstah 36/38 (erhalten)
- 1889–1890: Kontorhaus Admiralitätshof in Hamburg-Neustadt (Süd), Admiralitätstraße 71/72 (erhalten)
- um 1890: Saalbau Schmidts Tivoli in Hamburg-St. Pauli, Kastanienallee 32 / Spielbudenplatz 27/28 (erhalten)